# Rosetta Ravetta
Rosetta Ravetta (* 15. Juni 1973) ist eine ehemalige italienische Kanutin.

## Leben
Rosetta Ravetta ruderte für Canottieri Ticino Pavia, einen der ältesten Rudervereine in Italien. In ihrer Ruder-Karriere feierte sie ihre größten Erfolge im Kajak-Zweier mit Josefa Idem. Neben der Bronze-Medaille bei den Europameisterschaften 1997 in Plowdiw konnte sie – ebenfalls mit Idem – bei den Mittelmeerspielen 1997 in Bari die Gold-Medaille gewinnen.